# Daniella Campos
Daniella Andrea Campos Lathrop (Santiago del Cile, 29 settembre 1976) è una modella e conduttrice televisiva cilena.
È stata eletta Miss Mondo Cile nel 1998, ottenendo la possibilità di rappresentare il Cile a Miss Mondo 1998, dove è riuscita a classificarsi fra le prime dieci finaliste del concorso ed ha ottenuto il titolo di Regina Continentale delle Americhe.
In seguito ha intrapreso la carriera di presentatrice televisiva.